# Việt Nam tại Đại hội Thể thao Đông Nam Á 1995
Tại Đại hội Thể thao Đông Nam Á 1995 diễn ra tại Thái Lan từ ngày 9 đến ngày 17 tháng 12 năm 1995. Đoàn thể thao Việt Nam đoạt 10 huy chương vàng, 18 huy chương bạc và 24 huy chương đồng.